# Apamea cervina
Apamea cervina är en fjärilsart som beskrevs av Hans Rebel 1925. Apamea cervina ingår i släktet Apamea och familjen nattflyn. Inga underarter finns listade i Catalogue of Life.